# 京都御苑

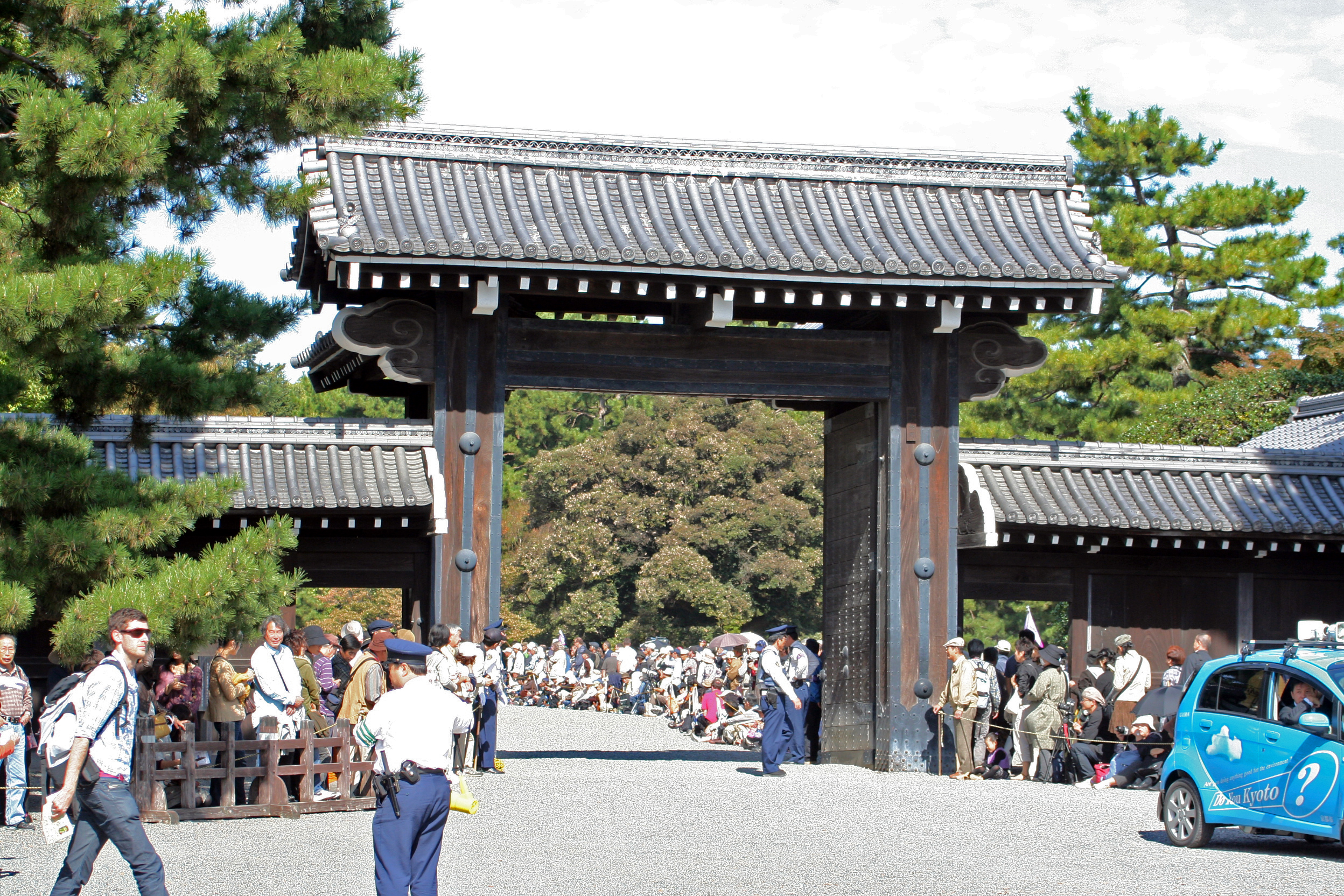
堺町御門

京都御苑（日语：／ Kyōto gyoen ?）是日本一座國民公園，位於京都府京都市上京區。其以京都御所為中心，涵蓋京都御所周圍的地區。

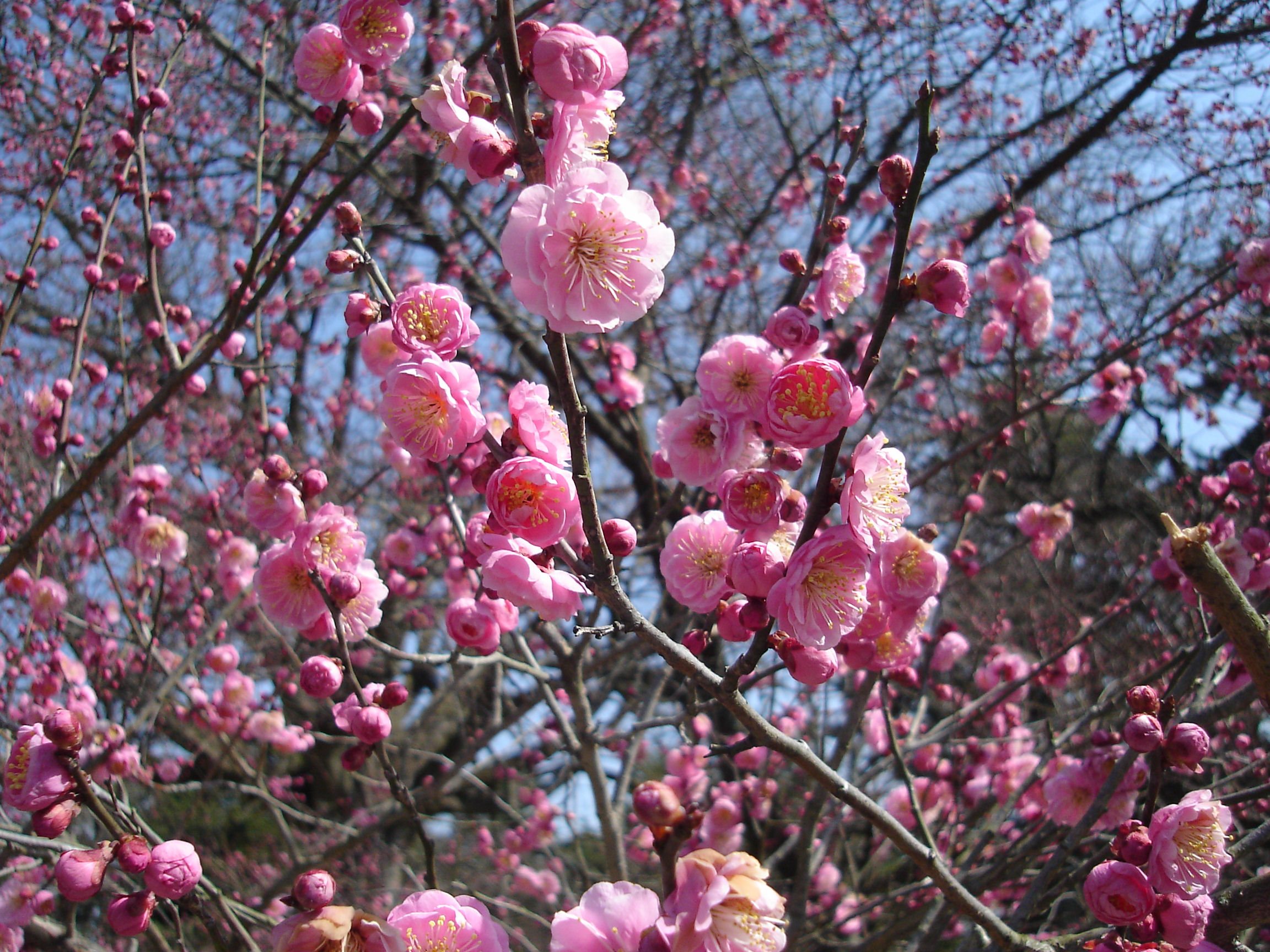
梅（御苑内梅林）

## 概要
日本在1869年（明治2年）遷都東京後，公家族群也隨著皇室移居東京，連帶使得京都御所周邊眾多的公家府邸遭到空置與荒廢。明治天皇有感於此，於1877年（明治10年）下令保存御所。而為了預防京都市區發生大火時延燒御所，京都府政府將京都御所周邊閒置的原公家府邸拆除並整頓環境，始有今日京都御苑的規模。1949年（昭和24年），京都御苑成為國民公園對公眾開放。現在，京都御所、仙洞御所、京都大宮御所的築地之內由宮內廳管理、京都迎賓館由外務省管理、其他區域由環境省管理。
現今的京都御苑，包含今出川通（北側）、烏丸通（西側）、丸太町通（南側）、寺町通（東側）所包圍的63公頃的區域。公園內有京都御所、仙洞御所、京都大宮御所、宮內廳京都事務所、皇宮警察本部京都護衛署等宮內廳・皇宮警察關連設施、公家屋敷遺構、管理公園的環境省京都御苑管理事務所等，亦建有運動場與網球場，成為一般民眾的休憩場所。

## 外部連結
- 京都御苑 （页面存档备份，存于）